# Suboxi
Suboxi innebär att det inte finns någon syrgas att tillgå för biokemiska processer i till exempel marken (så kallad syrgasbrist). Vid suboxi råder reducerande förhållanden, men inte lika reducerande förhållanden som vid anoxi. Vid pH 7 inträffar suboxi vid pE-värdet 2-7 och anoxi inträffar när pE-värdet understiger 2.
Vid suboxi reduceras först all nitrat i marken till antingen kvävgas eller ammonium av fakultativa anaerober. Sedan reduceras all mangandioxid i marken till tvåvärt mangan och allt trevärt järn reduceras till tvåvärt järn.
När det trevärda järnet håller på att ta slut, sker en övergång från suboxi till anoxi.